# Waddy

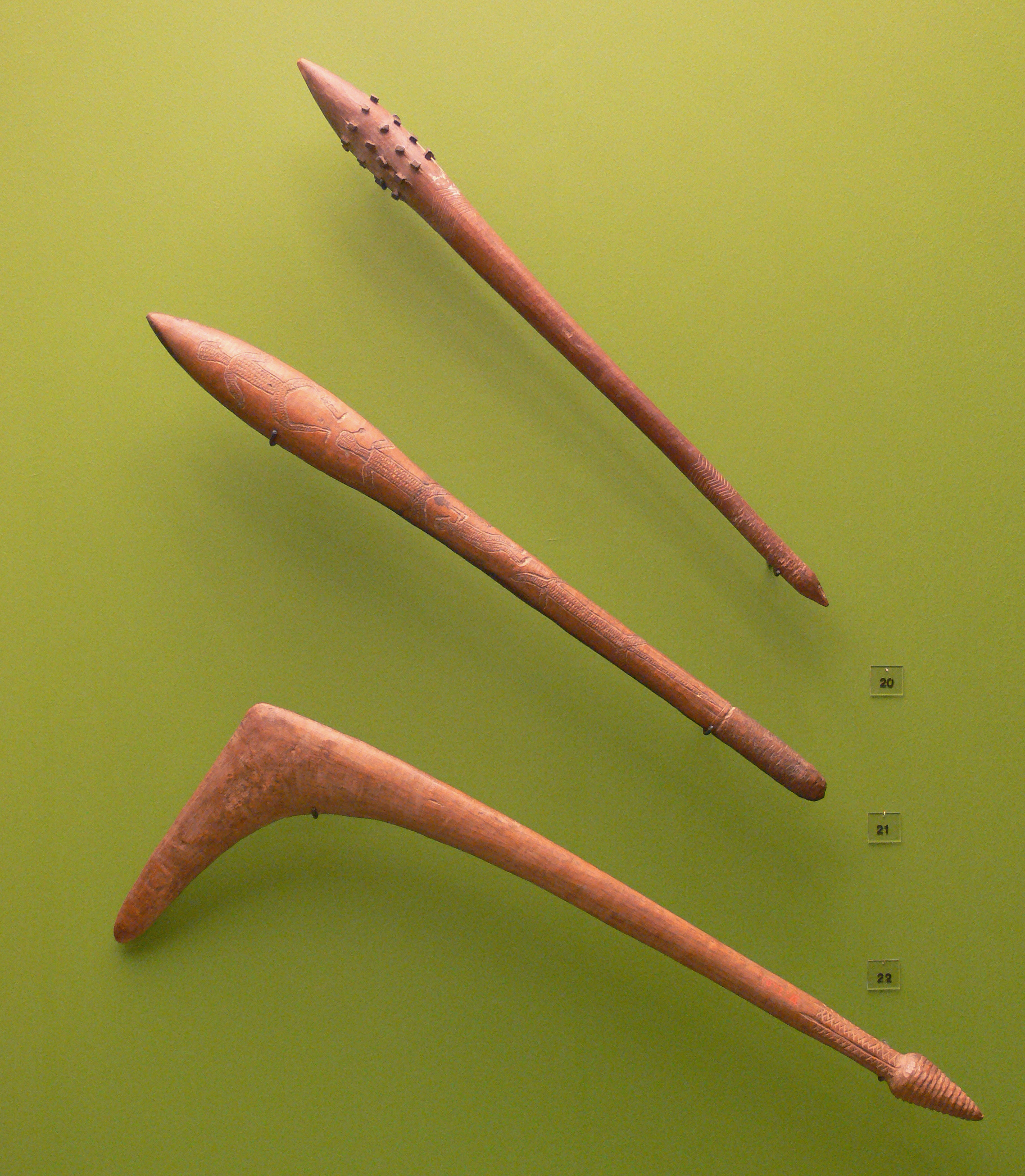
Keulen des Arrernte-Stammes. Nr. 20 und 21: Waddy, Nr. 22: Leonile. Aus der Südseeabteilung des Völkerkundemuseums Berlin

Ein Waddy, das auch als nulla nulla oder als hunting stick von den Aborigines Australiens bezeichnet wird, ist eine Keule. Die hölzerne Keule der Aborigines wurde kriegerisch, zeremoniell, zur Jagd oder als Alltagsgegenstand verwendet.

## Wortherkunft
Der Name Waddy stammt von den Darug-Aborigines aus der Gegend von Port Jackson, Sydney. Der Name wurde ausgesprochen wie Wadi, Wady oder Waddie und kann sowohl die Kriegskeule wie auch jedes andere Stück Holz bezeichnen. Das Chambers Dictionary vermutet die Herkunft von dem englischen Wort wood für Holz, zumal alle Stämme der Aborigines vernakulare Namen für ihre Keulen haben.
Waddies finden sich bereits auf historischen Felszeichnungen.

## Beschreibung
Ein Waddy ist eine schwere Keule, die aus geschnitztem Holz besteht, die sowohl von Männern als auch von Frauen hergestellt wurden. Ein verdicktes oberes Teil hat häufig eine leicht ovale oder rhombusartige Form. Ihre Form, z. B. Schwertkeule oder Totschläger, und Ornamentik unterscheiden sich von Stamm zu Stamm der Aborigines. Allgemein gilt, dass sie etwa 60 cm bis einen Meter lang sind und manchmal ein Stein mit Wachs und Fasern an einem Ende befestigt ist, wobei sich hier Übergänge zu einer Streitaxt finden. Sie sind am unteren Ende zumeist angespitzt, so dass sie zugleich als Nah- und Fernwaffe eingesetzt werden können.
Sie werden aus jungen Baumhölzern oder aus Bodenwurzeln hergestellt, die eine Keulenform ausgebildet haben. Ursprünglich bezeichnete Waddy einen Hartholzbaum einer Akazienart, die Acacia pulchella, oder ein Holzstück daraus. Es bedeutete aber auch erschlagen oder töten mit einem Keulenschlag. Sie können auch bemalt sein.

## Gebrauch
Mit Waddies können bei kriegerischen Auseinandersetzungen mit entsprechenden kraftvollen Schlägen sowohl die Kampfschilder, schmale Parrierschilde wie der Mulga, zerschlagen, als auch gegnerische Krieger tot oder kampfunfähig geschlagen werden. Der zweihändig geführte Kul-luk oder Bittergan aus Gippsland diente dazu, das Genick zu brechen. Allgemein waren Waddies einhändige Waffen. Des Weiteren konnten sie im Kampf als Wurfwaffe verwendet werden.
Als Alltagsgegenstand wurden Waddies ferner zum Feuerholzschlagen, als Stößel zur Herstellung von z. B. Ocker oder auch als Grabstock benutzt, um Bushfood auszugraben.
Sie wurden auch zur Bestrafung derjenigen verwendet, die Aborigines-Gesetze brachen, bei den Yarra z. B. für das erste Vergehen einen Keulenschlag mit dem Waddy, für das zweite einen Speerstich in die Hüfte, beim dritten Vergehen dann der Tod durch Erschlagen.

## Rituelle Verwendung
Eine weitere Verwendung des Waddy durch die Aborigines erfolgte bei Zeremonien, hier bei Kriegstänzen. Männer bewegten dabei den Waddy über ihre Köpfe hin und her, um sich den Geist und Kraft der Keule einzuverleiben. In manchen Kulturen konnten die Frauen nicht an der Zeremonie teilnehmen, sie hatten wegzugehen und ein Festmahl für die Jagd auf das große Känguru oder anderes Bushfood vorzubereiten.